# Mario Landi
Pour les articles homonymes, voir Landi.
Mario Landi (Messine, 12 octobre 1920 – Rome, 18 mars 1992) était un réalisateur italien connu pour ses gialli, tel que Giallo a Venezia et la série télévisée Le inchieste del commissario Maigret,.

## Biographie
Mario Landi est né à Messine en Sicile. Il fréquente la National Academy of dramatic Arts à Rome, obtenant son diplôme de réalisateur en 1944. Il commence sa carrière au théâtre, en travaillant avec les meilleurs acteurs de son temps, en particulier les protagonistes de "Diogène", cercle culturel de Milan, un point de référence pour le théâtre italien des années 1950. Il fait ses débuts en tant que réalisateur, dans les années 1950, avec le film musical Canzoni per le strade, mais bientôt son intérêt se porte vers la télévision ; il est considéré comme l'un des pionniers de la télévision italienne, pour qui il travaille depuis 1952, lorsque la RAI commence la radiodiffusion expérimentale,. De 1955 à 1979, il réalise un très grand nombre de films et de séries, occasionnellement des émissions de variétés, dont une édition de Canzonissima,. Il a été moins actif au cinéma, dans lequel il a sporadiquement dirigé quelques films de genre.

## Accueil
Les films de Mario Landi n'ont pas été bien reçus. Paolo Mereghetti, auteur de Il Mereghetti, a écrit de Maigret à Pigalle : « la direction est négligée », tandis que pour Giallo a Venezia il a écrit :
« Mérite (ou peut-être ne mérite pas) d'être rappelé comme l'un des thrillers italiens les plus idiots jamais réalisés, un collage de séquences de pornographie douce et de rares écartèlements brutaux qui tombent dans le vide, dans une infantile tentative d'étonner ».

## Filmographie

### Comme réalisateur

#### Cinéma
- 1950 : Chanson des rues (it) (Canzoni per le strade)
- 1953 : Siamo tutti Milanesi (it)
- 1954 : Così è (se vi pare)
- 1955 : Andrea Chénier
- 1957 : All'insegna delle sorelle Kadar
- 1957 : Un mese in campagna
- 1958 : Canne al vento (mini-série de 4 épisodes)
- 1959 : Il povero fornaretto di Venezia
- 1961 : Racconti dell'Italia di ieri - Un episodio dell'anno della fame
- 1961 : Il piacere dell'onestà
- 1962 : Racconti dell'Italia di oggi - Una lapide in Via Mazzini
- 1963 : Jacob et Esaü (Giacobbe ed Esaù)
- 1967 : Le Commissaire Maigret à Pigalle[7] (Maigret a Pigalle)
- 1969 : Dal tuo al mio
- 1976 : Le impiegate stradali (it)
- 1979 : Supersexymarket (it)
- 1979 : Giallo a Venezia[7],[8],[9]
- 1980 : Il viziaccio (it)
- 1980 : Le Retour de Patrick[7] (Patrick vive ancora)

#### Télévision
- 1955 : Io sono Gionata Scrivener, d'après Claude Houghton
- 1956 : Cime tempestose (mini-série de 4 épisodes)
- 1959 : Il romanzo di un maestro (mini-série de 5 épisodes)
- 1960 : Canzonissima (série)
- 1960 : Ragazza mia (mini-série de 4 épisodes)
- 1963 : Ritorna il tenente Sheridan (série de 6 épisodes)
- 1964-1972 : Le inchieste del commissario Maigret (série de 16 épisodes)
- 1967 : Questi nostri figli (mini-série de 4 épisodes)
- 1967 : Dossier Mata Hari (mini-série de 4 épisodes)
- 1968 : I racconti del maresciallo (série de 6 épisodes)
- 1972 : Nessuno deve sapere (mini-série de 6 épisodes)
- 1973 : Serata al gatto nero (mini-série de 2 épisodes)
- 1979 : L'altro Simenon (série)
- 1979 : Accadde ad Ankara (mini-série de 3 épisodes)
- 1979 : La vedova e il piedipiatti (mini-série de 6 épisodes)

### Comme scénariste
- 1951 : Les Deux Sergents

### Comme acteur
- 1960 : Les Hurleurs (Urlatori alla sbarra) de Lucio Fulci
- 1974 : Quelli che contano d'Andrea Bianchi